# Volba prezidenta České republiky 2028
Volba prezidenta České republiky by měla proběhnout v roce 2028, kdy 9. března skončí první funkční období současnému prezidentovi Petru Pavlovi, který v prezidentských volbách v roce 2023 porazil za rekordní volební účasti 70,25 % ve druhém kole kandidáta hnutí ANO Andreje Babiše. Přesný termín voleb vyhlásí předseda Senátu ČR, a to nejpozději 90 dnů před jejich začátkem.

## Potenciální kandidáti
Dosavadní prezident Petr Pavel může v těchto volbách mandát obhajovat, podle svých vyjádření však tuto variantu stále zvažuje. Teoreticky mohou na funkci kandidovat i bývalí prezidenti Václav Klaus a Miloš Zeman nebo bývalí prezidentští kandidáti z 2. kola voleb Jiří Drahoš a Andrej Babiš. Dle sázkových kanceláří by pak vyjma výše jmenovaných mohli mít šanci europoslanci Filip Turek a Danuše Nerudová (která svůj zájem kandidovat naznačila již v roce 2023), premiér Petr Fiala, ministr vnitra a vicepremiér Vít Rakušan či senátoři Miloš Vystrčil a Pavel Fischer. Svou kandidaturu v těchto volbách pak již v roce 2020 ohlásil bývalý hokejový brankář Dominik Hašek, v roce 2023 pak o možnosti své kandidatury hovořili také ekonom Tomáš Sedláček a skladatel Michael Kocáb. 8. května 2025, při příležosti 80.výročí konce 2.světové války, proběhla demonstrace s názvem "Za obnovení vztahů s Ruskou federací", při níž začala podpisová kampaň (petice) pro kandidaturu pro Miroslava Sládka v roce 2028.